# Antonello Costa
Antonello Costa (Augusta, 26 luglio 1970) è un comico, attore e regista italiano.
Nonostante sia nato in provincia di Siracusa, vive stabilmente a Roma dove si esibisce molto spesso nei suoi spettacoli.

## Carriera
Esordisce nel 1985, interpretando spettacoli classici. Negli anni seguenti lavora nel mondo del cinema, come aiuto regista, partecipando anche alla produzione di film come Fratelli coltelli o Italiani diretti entrambi da Maurizio Ponzi.
Inoltre vanta una carriera trentennale nell'ambito del cabaret , partecipando a molti programmi televisivi per le più importanti emittenti italiane, ma soprattutto esibendosi dal vivo nei migliori teatri o arene italiane come ad esempio il teatro Manzoni e collaborando con vari altri artisti della commedia contemporanea come ad esempio Maurizio Battista. Può vantare inoltre un'apparizione cinematografica in 2061 - Un anno eccezionale. Negli ultimi anni i suoi sketch vengono trasmessi da reti regionali come Teleroma 56. 
Nel 2021 pubblica per l'etichetta discografica Tilt Music Production un nuovo progetto discografico dal titolo Chiedo il rimborso.

## Filmografia

### Cinema
- Fratelli coltelli, regia di Maurizio Ponzi (1997)
- 2061-Un anno eccezionale, regia di Carlo Vanzina (2007)
- Rosanero, regia di Andrea Porporati (2022)

### Televisione
- Seven Show (Europa 7)
- Suonare Stella (Rai 2)
- Sabato italiano (Rai 1)
- Cominciamo bene (Rai 3)
- Casa Raiuno (Rai 1)
- Maurizio Costanzo show (Canale 5)

### Aiuto regista
- Italiani, regia di Maurizio Ponzi (1996)
- Fratelli coltelli, regia di Maurizio Ponzi (1997)

## Spettacoli teatrali
- L'artista (1999)
- Calmi, rilassati oh! (2002)
- Vieni avanti provino (2003)
- A me gn'occhi, please (2004)
- A tutto costa sempre più (2005)
- Costa Crociere un viaggio tutto da ridere (2006)

## Pubblicità
- Spot Fiat Stilo (2001)